# Minyona

Banksy: Sweep at Hoxton, 2008

Una minyona és una dona que s'ocupa de les tasques domèstiques d'una casa que no és la seva a canvi d'un salari. Generalment viu a la casa on treballa. Les minyones realitzen tasques domèstiques com netejar, cuinar, planxar i rentar la roba, fer encàrrecs i similars. A vegades les minyones assumeixen el rol de cuidar a gent gran o amb diversitat funcional. En algunes cases, les minyones vesteixen amb un uniforme de treball.
A la societat preindustrial i fins al segle xx la figura de la minyona formava part d'una estructura jeràrquica dins de les cases o mansions de classe alta o classe mitjana, de manera que disposar d'una minyona es va convertir en un símbol de prosperitat. Històricament, i d'aquí el nom, ha estat habitualment una noia jove, que sovint procedia d'una família humil. Amb el pas del temps l'edat d'inici, que al tombant del segle XX podia arribar a estar per sota dels deu anys, es va anar endarrerint a poc a poc. Moltes noies deixaven la feina quan es casaven o començaven a cosir, planxar o netejar per hores.

## Pràctiques contemporànies
En alguns països, es recomana als ocupadors definir clarament les necessitats de la llar abans de contractar una treballadora domèstica, especificant responsabilitats com ara netejar, tenir cura de persones, cuinar o cuidar animals domèstics. Les agències solen aconsellar tenir en compte factors com l’origen cultural, el nivell d’experiència i el temperament de la candidata per trobar una bona adaptació a l’entorn familiar. Algunes guies també assenyalen que determinades nacionalitats solen associar-se amb fortaleses específiques —com ara una millor comunicació en anglès, habilitats en la cura infantil o atenció al detall—, tot i que hi ha molta variabilitat individual. També es considera útil fer una selecció prèvia acurada, consultar referències, oferir formació i mantenir el suport continuat a través de l’agència. El personal reclutat hauria de rebre informació clara i escrita sobre les condicions laborals i de residència abans de signar el contracte, per tal de facilitar una presa de decisions informada i evitar pràctiques abusives.